# Chiesa di Santa Maria del Domo
La chiesa di Santa Maria del Domo, spesso erroneamente chiamata Duomo, si trova a Nocelleto, frazione di Castelsantangelo sul Nera, in provincia di Macerata e arcidiocesi di Camerino-San Severino Marche.
L'edificio si trova in un luogo nascosto, lungo uno stretto sentiero nel bosco adiacente al paese.

## Storia
Il codice Jacobilli la annovera tra le chiese donate all'Abbazia di Sant'Eutizio nel 1253. Secondo una recente ipotesi la storia dell'edificio è in relazione con la presenza dei templari nel territorio di Castelsantangelo sul Nera: la parola Domo indica infatti il luogo dove i cavalieri avevano la loro casa.

## Descrizione
La piccola chiesa si sviluppa a navata unica, con copertura a capanna e introdotta da un portico antistante. Al suo interno era conservata una Madonna con Bambino, rubata nel 1980 e sostituita con una copia donata dagli abitanti di Nocelleto. Sul portale vi è la scritta "Onore Nativitas Beate Maria"

## Leggenda
La tradizione fa risalire le origini della chiesa al miracolo del Trasporto della Santa Casa a Loreto. L'edificio sorgerebbe nel punto in cui gli angeli si sarebbero fermati per riposare.

## Ricorrenze
Ogni anno il 15 agosto vi si reca una processione per festeggiare la Madonna dell'Assunta.